# Kintinku
Kintinku ist ein Verwaltungsbezirk (englisch Ward) des Distrikts Manyoni in der tansanischen Region Singida.

## Geografie
Kintinku ist ein Bezirk im nördlichen Zentralteil von Tansania etwa 45 Kilometer Luftlinie südöstlich der Distrikthauptstadt Manyoni. Bei der Volkszählung 2022 lebten 12.946 Menschen in 3125 Haushalten auf einer Fläche von 127 Quadratkilometern.
Der Bezirk grenzt im Osten an die Region Dodoma im Westen an zwei Bezirke des Distrikts Manyoni:
| Makanda |                                             | Makanda |
|         | Kompassrose, die auf Nachbargemeinden zeigt |         |
| Maweni  |                                             | Bahi    |

## Gliederung
Der Bezirk besteht aus drei Gemeinden (swahili Mtaa) mit 19 Orten (Kitongoji):
| Kintinku - Msikitini - Reli Madukani - Kanisani - Karakana - Kintinku Nje - Mnadani | Udimaa - Udimaa Shuleni - Udimaa Mashariki - Udimaa - Wangama A - Malyulyu - Kinyumba | Lusilile - Sokoni - Rc Mission - Reli Mashariki - Waraka Ifad - Waraka Reli - Nkanyagwa - Ndamloi |

## Wirtschaft und Infrastruktur
- Landwirtschaft: Im Bezirk befinden sich bewaldetes Grasland und Sumpfgebiete, die für längere Zeit überflutet sind. Hier werden überwiegend Mais, Sorghum, Hirse, Reis, Erdnüsse, Maniok und Bohnen angebaut.[7]
- Bildung: Die Kintinku Secondary School ist eine staatliche weiterführende Schule, die Tagesschüler bis zur 4. Stufe ausbildet.[8]
- Gesundheit: In Kintinku liegen ein staatliches Gesundheitszentrum[9] und eine private Apotheke.[10]
- Straße: Durch den Süden des Bezirks verläuft die asphaltierte Nationalstraße T3, die Tabora über Manyoni mit Dodoma verbindet.[11]
- Eisenbahn: Die Tanganjikabahn hat eine Haltestelle im Hauptort Kintinku.